# ديكسرازوكسان
ديكسرازوكسان (Dexrazoxane)، الذي يباع تحت الإسم التجاري زينكارد (Zinecard) و غيره، هو دواء يوصف لمنع اعتلال عضلة القلب بسبب الدوكسوروبيسين و لدى الحالات التي يتسرب فيها الأنثراسيكلينات.   و يعطى عن طريق الحقن في الوريد. 
تشمل الآثار الجانبية الشائعة لهذا العقار على: الألم في موقع الحقن و الغثيان و الإسهال.   إضافة إلى ذلك، فقد تشمل الآثار الجانبية الأخرى تثبيط نخاع العظم.  كما أنه قد يزيد من خطر الإصابة بأنواع أخرى من السرطانات عند الأطفال.  و هو ترياق للأنثراسيكلينات. 
تم اكتشاف الديكسرازوكسان في عام 1972.  و تمت الموافقة عليه للاستخدام الطبي في الولايات المتحدة في عام 1995 و بعدها في أوروبا في عام 2006.   في الولايات المتحدة، يبلغ سعر 500 ملغ حوالي 420 دولارًا أمريكيًا اعتبارًا من عام 2021.  أما في المملكة المتحدة فتبلغ تكلفة هذا القدر حوالي 160 جنيهًا إسترلينيًا. 